# La Séparation (film, 1994)
Pour les articles homonymes, voir La Séparation.
Pour plus de détails, voir Fiche technique et Distribution.
La Séparation est un film français de Christian Vincent sorti en 1994, d'après le roman de Dan Franck.

## Synopsis
Pierre (Daniel Auteuil) est un jeune père de famille qui nage en plein bonheur jusqu'ici. Mais un jour, sa compagne Anne (Isabelle Huppert) lui annonce soudainement qu'elle a un nouvel homme dans sa vie et qu'elle a décidé unilatéralement de mettre fin à leur couple, donc qu'ils se séparent.
Commence alors pour Pierre toute une série de doutes et de réflexions sur le sens de la vie, du couple, de l'amour ...

## Fiche technique
- Titre : La Séparation
- Réalisation : Christian Vincent
- Scénario : Christian Vincent et Dan Franck d'après son roman La Séparation (Prix Renaudot)
- Musique : Utilisation comme leitmotiv de Variations Goldberg de Jean-Sébastien Bach[1]
- Photographie : Denis Lenoir, Anne Nicolet et Virginie Saint-Martin
- Montage : François Ceppi, Véronique Ilié et Laurence Vanier
- Production : Claude Berri
- Société de production : CMV Produzione Cinematografica, Canal+, D.A. Films, France 2 Cinéma et Renn Productions
- Société de distribution : AMLF (France)
- Pays de production :  France
- Genre : drame et romance
- Durée : 88 minutes
- Dates de sortie : 
  - France : 9 novembre 1994

## Distribution
- Isabelle Huppert : Anne
- Daniel Auteuil : Pierre
- Jérôme Deschamps : Victor
- Karin Viard : Claire
- Laurence Lerel : Laurence
- Louis Vincent : Loulou
- Nina Morato : Marie
- Jean-Jacques Vanier
- Christian Benedetti : Avocat
- Frédéric Gélard : Estate Agent
- Gérard Jumel
- Estelle Larrivaz
- Claudine Challier

## Distinctions
- 2 nominations aux César du cinéma pour Daniel Auteuil et Isabelle Huppert
- Satellite Awards comme meilleur film étranger